# Jabot (vêtement)
Pour les articles homonymes, voir Jabot.

Schéma d'un jabot.

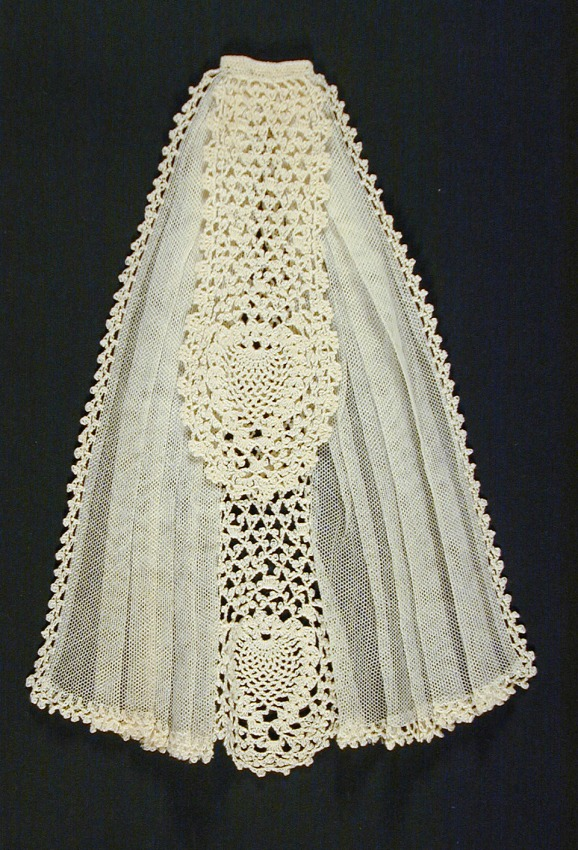
Jabot féminin vers 1900 (Los Angeles County Museum of Art).

Le jabot est un ornement de dentelle ou de mousseline qui s'attache après la chemise au plastron (devant la poitrine) ou qui fait partie du col de la chemise. Son nom provient du jabot, une poche formée par un renflement de l'œsophage chez certains oiseaux.

## Historique
Dans la mode, il succéda aux fraises et fut remplacé par la cravate.
Aux XVIIe et XVIIIe siècles, le jabot consistait en une pièce de batiste ou de dentelle cousue des deux côtés de l'ouverture de la chemise des hommes, et partiellement visible sous une veste portée par-dessus. Ce style apparut autour de 1650.
Le jabot est communément vu comme faisant partie du vêtement des fonctionnaires coloniaux[réf. nécessaire], mais un certain nombre de variantes (souvent fait de tissus plus ordinaires) apparurent chez les marins de l'époque. Il est aussi apparu périodiquement dans les vêtements portés par les pirates, soit en tant que trophée pris sur une victime, soit par imitation de la mode.
À la fin du XIXe siècle, le jabot est plus volontiers remplacé par une bavette de batiste ou de dentelle, en ornement des vêtements féminins. Il est alors maintenu en place par une broche ou un col cousu par-dessus.

## Aujourd'hui

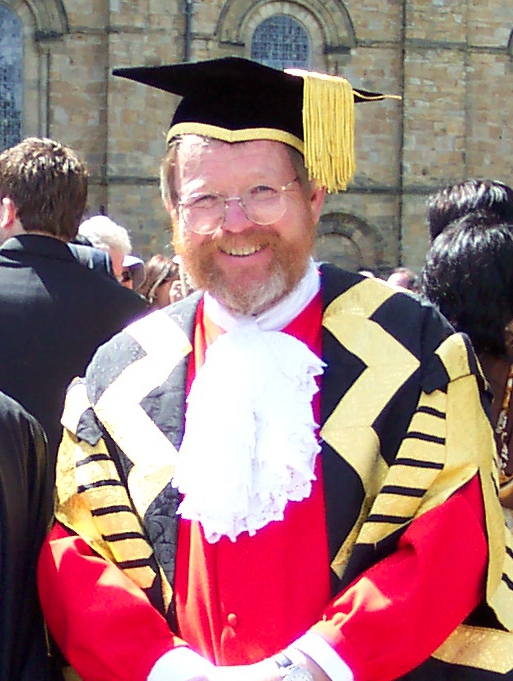
Bill Bryson dans la robe de chancelier de l'université de Durham.

Le jabot a continué à être porté dans les costumes de soirée des Highlands écossais, des années 1930 aux années 1970. Ils sont généralement portés avec des vestes à col haut ou des doublets, souvent avec des manchettes au poignet assorties, pour les deux sexes, et un tartan à carreaux posé sur l'épaule pour les filles.
Le jabot persiste actuellement en tant qu'élément de certains costumes officiels :
Les bavettes blanches des juges du Tribunal constitutionnel fédéral d'Allemagne sont officiellement décrits comme des jabots, tout comme ceux portés par les juges et les avocats des tribunaux australiens.
En France, les robes des magistrats et les robes universitaires comprennent un jabot appelé rabat. Ils sont généralement faits de coton clair, à l'exception de ceux des hauts fonctionnaires académiques, qui sont en dentelle.
Les juges de la Cour suprême des États-Unis Ruth Bader Ginsburg et Sonia Sotomayor portent souvent un jabot avec leur robe de magistrat.  
Au Royaume-Uni, le président de la Chambre des communes porte un jabot avec une robe noire et or à volants de dentelle.